# Pamphili
Pamphili (często w pisowni Pamphilj z J na końcu) – włoska rodzina szlachecka pochodząca z Gubbio w Umbrii.

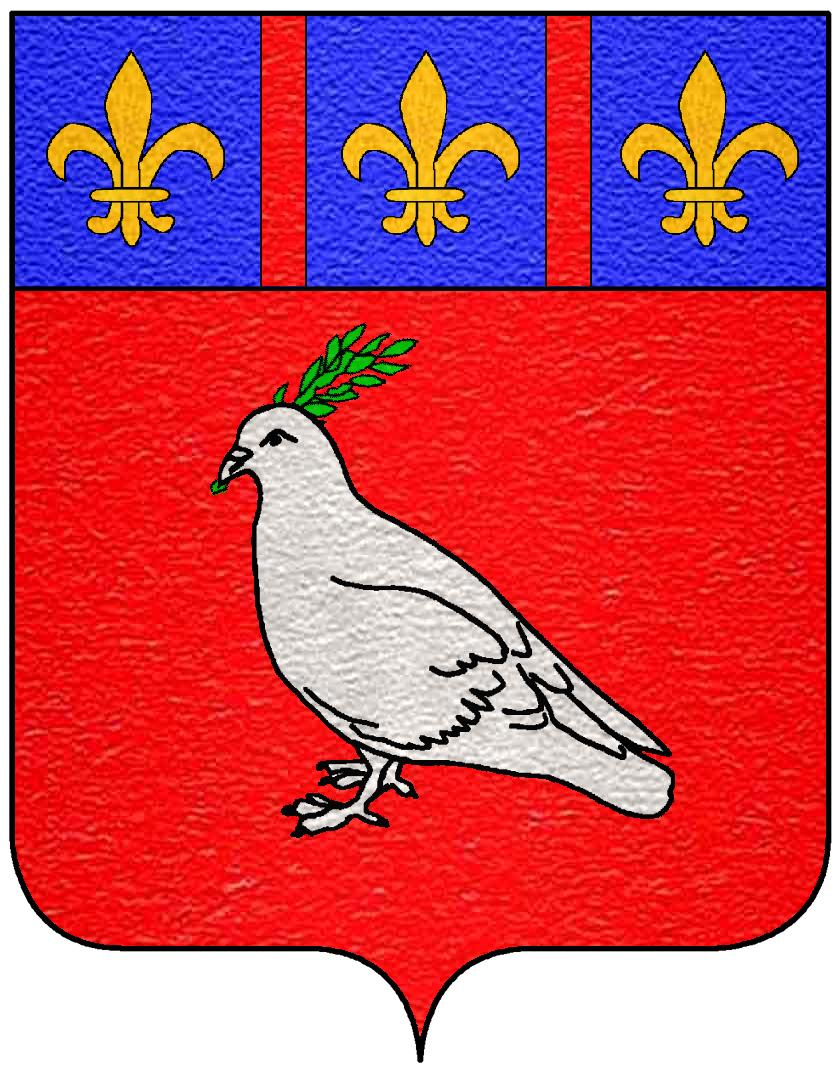
Herb rodu Pamphili

## Początki rodu
Korzenie rodziny sięgają IX wieku. Ich legendarny przodek Amanzio rzekomo był jednym z palatynów cesarza Karola Wielkiego i osiedlił się we Italii ok. 880 roku. W 1461 roku do Rzymu przenieśli się dwaj bracia Jacopo i Francesco, który wkrótce stał się tak bogaty i potężny, że uzyskał tytuł hrabiego Świętego Cesarstwa Rzymskiego nadany mu przez cesarza Fryderyka III.
W 1470 Antonio Pamphili kupił dom przy Piazza Pasquino i ożenił swego syna Angela Benedetta z Emilią Mellini, która wniosła w posagu kilka sąsiednich domów. Domy te stały się zalążkiem Palazzo Pamphili. W tym czasie, dzięki jego przyjaźni z papieżem Sykstusem IV otrzymywał różne zaszczytne stanowiska. Jego syn Pamphilo, ożenił się z Horacją Mattei, z którą miał syna Girolama. Girolamo Pamphili (1605–1610) został kardynałem-wikariuszem Rzymu, co doprowadziło do zwiększenia prestiżu Pamphilich jako rodziny szlacheckiej.
Po serii małżeństw z domami Mellini i Buffalo pozycja rodu Pamphilich została umocniona, papież nadał im herb: gołębica z gałązką oliwną w dziobie i trzy złote lilie.

## Krewni papieża
Ostatecznie w 1644, kiedy Giovanni Battista Pamphili został wybrany na papieża Innocentego X (1644–1655), jego rodzina znalazła się u szczytu swej potęgi. Chociaż papież był opisywany jako zgryźliwy i nieprzystępny człowiek, to jednak był patronem artystów tej miary co Athanasius Kircher, Giovanni Lorenzo Bernini, Francesco Borromini, Pietro da Cortona.
Za jego pontyfikatu zbudowano Villa Doria Pamphili w Rzymie. Papież często gościł u bratowej Olimpii Maidalchini znanej jako Donna Olimpia, która zdominowała go i całkowicie sobie go podporządkowała. Innocenty spełniał wszystkie zachcianki bratowej i nie podejmował żadnej ważniejszej decyzji bez zasięgnięcia opinii „papieżycy Olimpii I”, z ukrycia wysłuchującej wszystkich audiencji, między innymi dzięki niej łaski papieża odzyskał Gian Lorenzo Bernini.
Podobnie jak inne włoskie rody szlacheckie ród Pamphilich uzyskał tytuł książęcy. Olimpia Maidalchini szwagierka papieża otrzymała zaszczytny tytuł księżniczki San Marino, skutecznie włączając teren enklawy San Marino w tereny księstwa. Po zrzeknięciu się purpury kardynalskiej Kamil Pamphili otrzymał tytuły księcia San Martino i księcia Valmontone (zakupił tereny Valmontone w 1634 od rodziny Barberini).
Podobnie jak za czasów jego poprzednika papieża Urbana VIII (z rodziny Barberinich) również panowanie Innocentego X jest przykładem skrajnego nepotyzmu. Purpurę kardynalską otrzymał między innymi jego bratanek Francesco Maria Camillo Pamphili, który trzy lata później, 21 stycznia 1647 roku zrzucił sutannę, by poślubić 10 lutego tego roku Olimpię Aldobrandini, księżniczkę Rossano, wdowę po księciu Borghese i jedyną dziedziczkę rodu Aldobrandinich. Para miała pięcioro dzieci, w tym Benedykta (1653–1730) który również został wybrany kardynałem, tak jak jego ojciec w 1681 za pontyfikatu papieża Innocentego XI.
Pamphili byli krewnymi bolońskiej rodziny Facchinettich, w ten sposób najstarszy członek rodu uzyskał godność senatora Bolonii.

## Dziedzictwo
Męska linia wymarła w 1760 ze śmiercią Girolama Pamphilego.
W 1763 Klemens XIII przyznał księciu Giovanniemu Andrei IV Dorii Landiemu (1705–1764) nazwisko, herb i ziemie Pamphili, przez małżeństwo między Giovannim Andreą III Dorią (1653–1737) i Anną Pamphili. Od tego momentu rodzina przybrała nazwisko Doria Pamphili. Obecną głowa rodu Doria Pamphili jest Filippo Andrea Doria Pamphili, pierwszy burmistrz Rzymu po wyzwoleniu Włoch w czasie II wojny światowej.

Herb rodu Doria Pamphili

- Camillo Pamphili (ur. 1644), bratanek papieża
- Francesco Maidalchini (ur. 1647), bratanek Olimpii Maidalchini
- Camillo Astalli (ur. 1650) kuzyn Olimpii Maidalchini. Później został pozbawiony purpury ze względu na jego nielojalność względem Innocentego X
- Benedetto Pamphili, syn Camillo Pamphili i Olimpii Aldobrandini, mianowany przez Innocentego XI w 1681 roku.

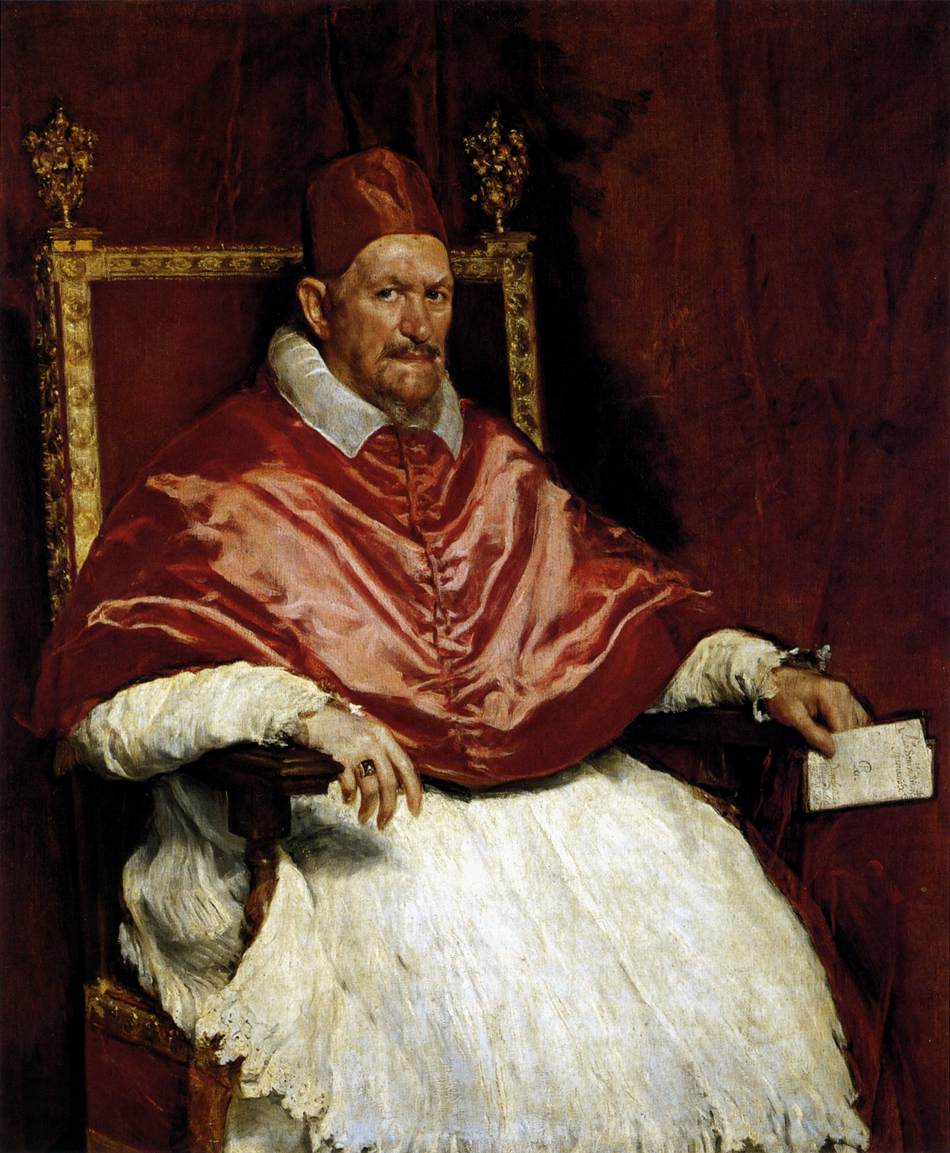
Innocenty X
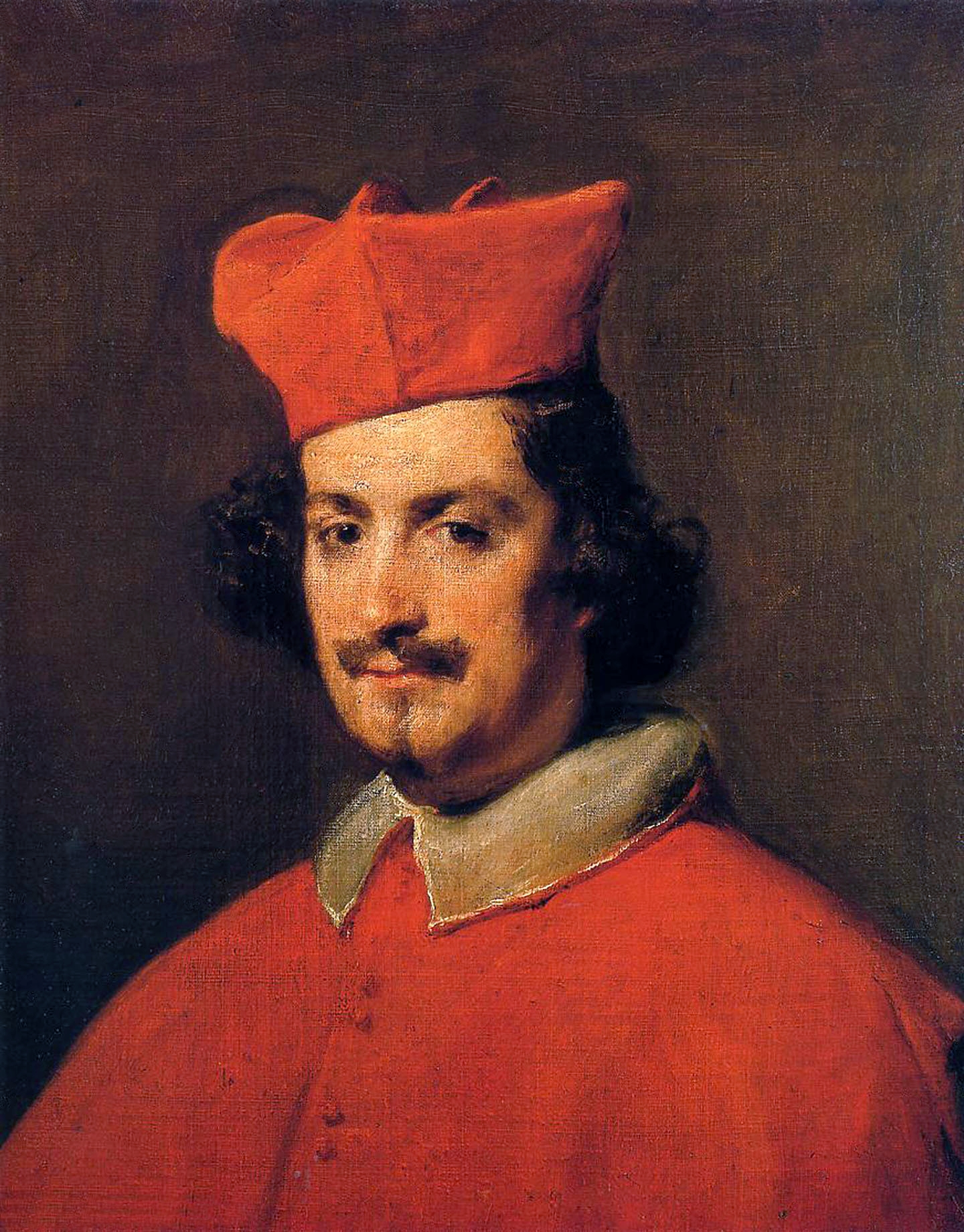
Camillo Astalli-Pamphili
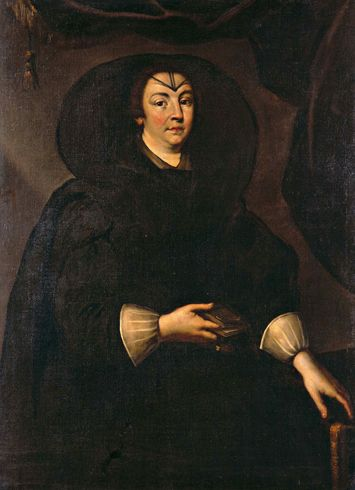
Olimpia Maidalchini
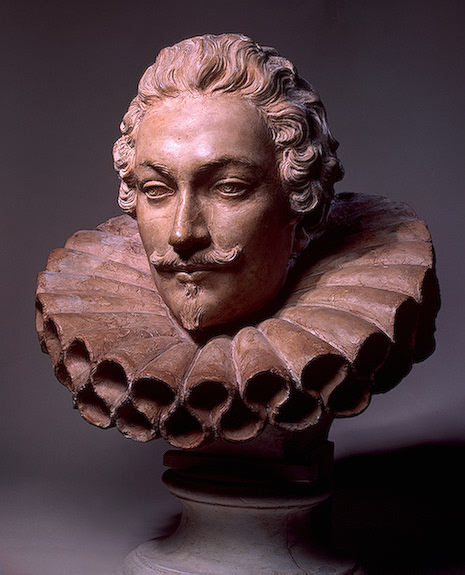
Kamil Pamphili
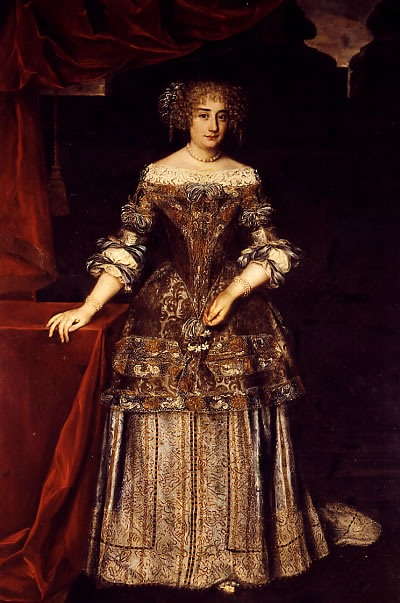
Olimpia Aldobrandini